# 八嶋三郎
八嶋 三郎（やじま さぶろう、1906年1月3日 - 1968年6月3日）は、日本の都市計画家、行政官僚。
内務省や厚生省、建設省で官僚として活動し、全国区画整理協会連合会会長、歴史的風土審議会委員、帝都高速度交通営団管理委員会委員、財団法人都市計画協会理事を歴任した。

## 来歴
富山県新湊町（現・射水市）に生まれる。旧制高岡中学校（現・富山県立高岡高等学校）から旧制第四高等学校を経て東京帝国大学法学部政治学科に入学する。在学中高等文官試験に合格し、1930年に卒業後、内務省に勤める。福島県や岩手県、愛知県、兵庫県を転任し、1942年鹿児島県官房長となる。1943年に福島県経済部長に移る。ここまでは警察や経済部といった部署を歩んだ。
1944年、厚生省健民局体力課長に転任。
1945年、内務省国土局計画課長に就任し、都市計画の分野に足を踏み入れる。1947年の内務省解体後は戦災復興院、さらに1948年より改組された建設院で特別建設局長を務める。建設院の改組により建設省特別建設局長、次いで道路政局長や道路局長を歴任した。1949年に建設省都市局長となる。都市局長在任中は戦災復興事業や国際観光文化都市の法制化に携わった。また、農地法（昭和27年7月15日法律第229号）による都市計画事業への弊害を連合国軍最高司令官総司令部 (GHQ)に出向いて訴え、農地買収の5か年保留を実現させた。1952年に退官。
退官後は住宅金融公庫副総裁、日本住宅公団監事や社団法人全国公営住宅共済斉理事長を歴任した。1966年日本で開催される都市計画及び住宅国際会議の準備委員会常任委員長を務めた。
佐藤昌は八嶋について、「書道、麻雀以外趣味はな」かったと記している。